# ووکانگا
ووکانگا (به صربی: Vukanja) یک منطقهٔ مسکونی در صربستان است که در الکسیناتس واقع شده‌است. ووکانگا ۷۰۵ نفر جمعیت دارد.